# Santa Maria Antesaecula (Nápoly)
A Santa Maria Antesaecula egy nápolyi templom, a Rione Sanità utcában. A templomot elődjét és a szomszédos Santa Maria a Sicola árváházat 1275-ben az Anjou-ház uralkodása idején létesítették. A mai templomot ezek összeépítésével 1622-ben emelték. A nápolyi reneszánsz illetve barokk egyik legszebb építménye.